# Kanton Neuilly-sur-Marne
Der Kanton Neuilly-sur-Marne war von 1976 bis 2015 ein französischer Wahlkreis im Arrondissement Le Raincy, im Département Seine-Saint-Denis und in der Region Île-de-France. Er bestand aus der Stadt Neuilly-sur-Marne.

## Bevölkerungsentwicklung
| 1962   | 1968   | 1975   | 1982   | 1990   | 1999   | 2006   |
| ------ | ------ | ------ | ------ | ------ | ------ | ------ |
| 15.082 | 22.543 | 30.168 | 31.195 | 31.461 | 32.754 | 33.352 |